# プソウ川
プソウ川（プソウがわ、アブハズ語: Ҧсоу、グルジア語: ფსოუ、ロシア語: Псоу）は、西コーカサスの川。大コーカサス山脈の南麓を流れ、黒海に至る。ロシアとアブハジア（国際的にはジョージアの一部）の国境となっている。全長57km、流域面積およそ420km2。プソウ川の流域の東は、アブハジアのガグラ山地である。